# Население Могилёва
Численность населения Могилёва составила ~385 000 человек (на 1 января 2025 года). По численности населения город занимает пятое место в Республике Беларусь после Минска, Гомеля, Витебска и Гродно незначительно опережая Брест.

## Динамика
| Численность населения по годам | Численность населения по годам | Численность населения по годам | Численность населения по годам | Численность населения по годам | Численность населения по годам | Численность населения по годам | Численность населения по годам | Численность населения по годам | Численность населения по годам | Численность населения по годам |
| Год                            | 1897                           | 1939                           | 1959                           | 1970                           | 1979                           | 1989                           | 1996                           | 2001                           | 2002                           | 2003                           |
| ------------------------------ | ------------------------------ | ------------------------------ | ------------------------------ | ------------------------------ | ------------------------------ | ------------------------------ | ------------------------------ | ------------------------------ | ------------------------------ | ------------------------------ |
| Население чел.                 | 43 100                         | ▲99 428                        | ▲121 712                       | ▲202 314                       | ▲290 361                       | ▲359 188                       | ▼356 300                       | ▲356 814                       | ▲357 191                       | ▼357 076                       |
| Год                            | 2004                           | 2005                           | 2006                           | 2007                           | 2008                           | 2009                           | 2010                           | 2011                           | 2012                           | 2013                           |
| Население чел.                 | ▼356 514                       | ▲356 947                       | ▼356 370                       | ▲356 674                       | ▲356 840                       | ▲357 449                       | ▲358 788                       | ▲360 918                       | ▲363 363                       | ▲366 839                       |
| Год                            | 2014                           | 2015                           | 2016                           | 2017                           | 2018                           | 2019                           | 2020                           | 2021                           | 2022                           | 2023                           |
| Население чел.                 | ▲370 690                       | ▲374 655                       | ▲378 077                       | ▲380 440                       | ▲381 353                       | ▲383 313                       | ▼357 100                       | ▼356 448                       | ▼355 670                       | ▼353 338                       |
| Год                            | 2024                           | 2025                           | 2026                           | 2027                           | 2028                           | 2029                           | 2030                           | 2031                           | 2032                           | 2033                           |
| Население чел.                 | ▼353 110                       |                                |                                |                                |                                |                                |                                |                                |                                |                                |

- Примечание: численность населения на 2019 год дана по данным текущего учёта, на 2020 год — с учётом переписи населения 2019 года[2].

## Национальный состав
| Национальный состав по переписи 2009 года | Национальный состав по переписи 2009 года | Национальный состав по переписи 2009 года | Национальный состав по переписи 2009 года | Национальный состав по переписи 2009 года | Национальный состав по переписи 2009 года | Национальный состав по переписи 2009 года | Национальный состав по переписи 2009 года | Национальный состав по переписи 2009 года | Национальный состав по переписи 2009 года | Национальный состав по переписи 2009 года | Национальный состав по переписи 2009 года | Национальный состав по переписи 2009 года | Национальный состав по переписи 2009 года | Национальный состав по переписи 2009 года | Национальный состав по переписи 2009 года | Национальный состав по переписи 2009 года | Национальный состав по переписи 2009 года | Национальный состав по переписи 2009 года | Национальный состав по переписи 2009 года | Национальный состав по переписи 2009 года |
| всего (перепись 2009)                     | белорусы                                  | белорусы                                  | русские                                   | русские                                   | украинцы                                  | украинцы                                  | евреи                                     | евреи                                     | поляки                                    | поляки                                    | азербайджанцы                             | азербайджанцы                             | цыгане                                    | цыгане                                    | армяне                                    | армяне                                    | грузины                                   | грузины                                   | татары                                    | татары                                    |
| ----------------------------------------- | ----------------------------------------- | ----------------------------------------- | ----------------------------------------- | ----------------------------------------- | ----------------------------------------- | ----------------------------------------- | ----------------------------------------- | ----------------------------------------- | ----------------------------------------- | ----------------------------------------- | ----------------------------------------- | ----------------------------------------- | ----------------------------------------- | ----------------------------------------- | ----------------------------------------- | ----------------------------------------- | ----------------------------------------- | ----------------------------------------- | ----------------------------------------- | ----------------------------------------- |
| 358 279                                   | 313 238                                   | 87,43 %                                   | 25 601                                    | 7,15 %                                    | 3 792                                     | 1,06 %                                    | 701                                       | 0,2 %                                     | 595                                       | 0,17 %                                    | 216                                       | 0,06 %                                    | 197                                       | 0,05 %                                    | 196                                       | 0,05 %                                    | 138                                       | 0,04 %                                    | 125                                       | 0,04 %                                    |
| 358 279                                   | литовцы                                   | литовцы                                   | туркмены                                  | туркмены                                  | молдаване                                 | молдаване                                 | узбеки                                    | узбеки                                    | немцы                                     | немцы                                     | казахи                                    | казахи                                    | арабы                                     | арабы                                     | латыши                                    | латыши                                    | чуваши                                    | чуваши                                    | чеченцы                                   | чеченцы                                   |
| 358 279                                   | 100                                       | 0,03 %                                    | 98                                        | 0,03 %                                    | 86                                        | 0,024 %                                   | 59                                        | 0,016 %                                   | 51                                        | 0,014 %                                   | 43                                        | 0,012 %                                   | 37                                        | 0,01 %                                    | 32                                        | 0,009 %                                   | 30                                        | 0,008 %                                   | 30                                        | 0,008 %                                   |
| 358 279                                   | мордва                                    | мордва                                    | таджики                                   | таджики                                   | осетины                                   | осетины                                   | корейцы                                   | корейцы                                   | башкиры                                   | башкиры                                   | болгары                                   | болгары                                   | китайцы                                   | китайцы                                   | вьетнамцы                                 | вьетнамцы                                 | удмурты                                   | удмурты                                   | марийцы                                   | марийцы                                   |
| 358 279                                   | 25                                        | 0,007 %                                   | 21                                        | 0,006 %                                   | 21                                        | 0,006 %                                   | 19                                        | 0,005 %                                   | 19                                        | 0,005 %                                   | 16                                        | 0,0045 %                                  | 15                                        | 0,004 %                                   | 11                                        | 0,003 %                                   | 8                                         | 0,002 %                                   | 5                                         | 0,0014 %                                  |

По данным переписи 1939 года, в Могилёве проживало 60 979 белорусов (61,3 %), 19 715 евреев (19,8 %), 12 499 русских (12,6 %), 3445 украинцев (3,5 %), 1259 поляков (1,3 %).

## Рождаемость смертность, естественный прирост
В 2017 году в Могилёве родилось 3698 и умерло 3668 человек. В пересчёте на 1000 человек коэффициент рождаемости составил 9,7, коэффициент смертности — 9,6. В Могилёве родилась одна треть (33,2 %) всех детей в Могилёвской области. При этом рождаемость в Могилёве одна из самых низких в области (среднее значение по области — 10,5; ниже рождаемость только в Горецком и Кричевском районах). Уровень смертности в Могилёве значительно ниже, чем в остальных частях Могилёвской области (среднее по области — 13,6).
| год                  | 2005 | 2010 | 2013 | 2014 | 2015 | 2016 | 2017 |
| -------------------- | ---- | ---- | ---- | ---- | ---- | ---- | ---- |
| Родилось             | 3189 | 3935 | 4393 | 4584 | 4384 | 4378 | 3698 |
| Рождаемость          | 8,9  | 10,9 | 11,9 | 12,3 | 11,6 | 11,5 | 9,7  |
| Умерло               | 3728 | 3976 | 3836 | 3719 | 3534 | 3681 | 3668 |
| Смертность           | 10,5 | 11   | 10,4 | 10   | 9,4  | 9,7  | 9,6  |
| Естественный прирост | -539 | -41  | 557  | 865  | 850  | 697  | 30   |

| Коэффициенты рождаемости и смертности:                                                          |
| Графики недоступны из-за технических проблем. См. информацию на Фабрикаторе и на mediawiki.org. |

## Возрастные группы
На 1 января 2018 года 16,8 % населения Могилёва было в возрасте моложе трудоспособного, 60,5 % — в трудоспособном, 22,7 % — в возрасте старше трудоспособного (средние показатели по Могилёвской области — 17,5 %, 56,8 % и 25,7 % соответственно).

## Браки и разводы
В 2017 году в Могилёве было заключено 2777 браков (37 % от их общего числа в области) и 1504 развода (39,4 %). В пересчёте на 1000 человек уровень заключения браков составил 7,3, разводов — 3,9; по этим сопоставимым показателям Могилёв превышает средний уровень области и по бракам (7,1), и по разводам (3,6).
| год      | 2005 | 2010 | 2013 | 2014 | 2015 | 2016 | 2017 |
| -------- | ---- | ---- | ---- | ---- | ---- | ---- | ---- |
| Браков   | 2902 | 3264 | 3849 | 3463 | 3320 | 2673 | 2777 |
| Разводов | 1287 | 1574 | 1556 | 1533 | 1442 | 1355 | 1504 |

## Миграции
В 2017 году в Могилёв прибыло 6940 человек, в то время как из города выбыло 6057 человек. В 2013—2017 годах только в Могилёве наблюдался положительный миграционный прирост населения.
| год                | 2005 | 2010 | 2013 | 2014 | 2015 | 2016 | 2017 |
| ------------------ | ---- | ---- | ---- | ---- | ---- | ---- | ---- |
| Прибыло в Могилёв  | 7802 | 6613 | 6845 | 7142 | 7392 | 7201 | 6940 |
| Выбыло из Могилёва | 6378 | 4442 | 3551 | 4042 | 4820 | 5535 | 6057 |
| Δ                  | 1424 | 2171 | 3294 | 3100 | 2572 | 1666 | 883  |